# Узіні
Узіні (італ. Usini, сард. Usini) — муніципалітет в Італії, у регіоні Сардинія,  провінція Сассарі.
Узіні розташоване на відстані близько 360 км на захід від Рима, 170 км на північ від Кальярі, 8 км на південь від Сассарі.
Населення — 4430 осіб (2014).
Щорічний фестиваль відбувається 8 вересня. Покровитель — Natività di Maria Vergine.

## Демографія
Населення за роками:

Станом на 1 січня 2023 року в муніципалітеті офіційно проживали 43 іноземці з 15 країн, серед них 18 громадян країн Євросоюзу та 5 громадян України.

## Сусідні муніципалітети
- Іттірі
- Оссі
- Сассарі
- Тіссі
- Урі